# ۲۴ ژوئن
۲۴ ژوئن صد و هفتاد و پنجمین (در سال‌های کبیسه صد و هفتاد و ششمین) روز سال در گاه‌شماری میلادی است. ۱۹۰ روز تا پایان سال باقی‌است.

## رویدادها
- ۱۹۳۹- کشور سیام به تایلند تغییر نام داد.[۱]
- ۱۹۴۱ - جنگ جهانی دوم: نیروهای آلمانی در طی عملیات بارباروسا شهرهای ویلنا و کاوناس در لیتوانی را به تصرف خود درآوردند.
- ۱۹۴۸- شوروی طبق برنامه محاصره برلین، ارتباط زمینی بین آلمان غربی و برلین غربی را غیرممکن ساخت.
- ۱۹۶۳- بریتانیا خودمختاری زنگبار را به رسمیت شناخت.
- ۲۰۰۴- مجازات اعدام در ایالت نیویورک ایالات متحده مغایر قانون اساسی اعلام شد.
- ۲۰۱۰- جولیا گیلارد به عنوان اولین زن به مقام نخست‌وزیری استرالیا رسید.
- ۲۰۱۳- سیلویو برلوسکونی، نخست‌وزیر سابق ایتالیا به اتهام سوءاستفاده از قدرت و سوءاستفاده جنسی از یک دختر زیر سن قانونی به هفت سال زندان محکوم شد.

## زادروزها
- ۱۸۷۷ – آرنولد کارپلاس، معمار اهل اتریش (د. ۱۹۴۳)
- ۱۹۸۷ – لیونل مسی، بازیکن فوتبال اهل آرژانتین
- ۱۹۸۹ – مراف باهتا، دوندهٔ نیمه‌استقامت اهل اریتره [۲]
- ۱۹۹۲ – داوید آلابا، بازیکن فوتبال اهل اتریش
- ۱۹۹۲ – داروین نونیز، بازیکن فوتبال اهل اروگوئه
- ۲۰۱۰ - سینا قاسمی، ملی گرا اهل ایران